# De DT-fout
De DT-fout is het 108ste stripverhaal van De Kiekeboes. De reeks wordt getekend door striptekenaar Merho. Het album verscheen in februari 2006.

## Verhaal
In de badstad Caszand (een woordspeling op de Nederlandse badstad Cadzand) spoelt een vreemde blubber aan. De omstaanders spreken over een reuzenkwal, maar de burgemeester, graaf Carbon de Carbuer, heeft het over de resten van een prehistorische reuzenoctopus. De familie Kiekeboe is er toevallig ook met vakantie. Marcel Kiekeboe heeft van Firmin Van de Kasseien een week vakantie gekregen en mag verblijven in zijn luxe-appartement.
Toevallig verneemt Kiekeboe dat het niet zomaar om een onschuldige blubber gaat, maar om menselijke hersenen. Graaf Carbon de Carbuer neemt maatregelen en wil het zaakje in de doofpot steken. Marcel moet met een schop de blubber op ruimen en in koelboxen naar het nabij gelegen strand van Plepskerke brengen. De familie Kiekeboe raakt alsmaar meer verwikkeld in een mysterieus netwerk, waarvan Dame Thea het hoofd is. Fanny Kiekeboe krijgt van de staatsveiligheid de opdracht te infiltreren in het netwerk, dat zijn hoofdkwartier heeft op een militaire basis (een soort kunstmatig eiland) in de Noordzee. Terwijl Kiekeboe de frigoboxen met blubber aan het vervoeren is, wordt hij ook meegenomen door de mannetjes van Dame Thea. Uiteindelijk blijkt dat Dame Thea de wereld wil veroveren met een reuzenbrein. Maar het deel van het brein dat verantwoordelijk is voor de emoties, werd verwijderd en gedumpt in zee. Uiteindelijk was dat de blubber die aangespoeld was aan het strand van Caszand...